# Crouttes
Crouttes – miejscowość i gmina we Francji, w regionie Normandia, w departamencie Orne.
Według danych na rok 1990 gminę zamieszkiwało 216 osób, a gęstość zaludnienia wynosiła 16 osób/km² (wśród 1815 gmin Dolnej Normandii Crouttes plasuje się na 672. miejscu pod względem liczby ludności, natomiast pod względem powierzchni na miejscu 296.).